# Niceta il Paflagone
Niceta il Paflagone (in greco medievale Νικήτας ὁ Παϕλαγών), chiamato pure Niceta David (fl. IX-X secolo), è stato uno scrittore bizantino, la cui opera è nota per avversare lo stile argomentativo e più preciso di Fozio.
È ricordato anche come compilatore di testimonianze riguardanti l'VIII concilio ecumenico (869-870). Presunta una doppia identità omonima: tra il teologo-filosofo, allievo di Areta Cesareò, è l'autore di una biografia su Ignazio I (probabilmente di qualche secolo successiva).

## Biografia
Si formò presso Areta di Cesarea. Dopo aver articolato un'opinione contraria sulla tetragamia di Leone VI venne messo in clausura.
Lavorò a diverse biografie sugli apostoli e dei santi cristiani, con uno stile fortemente ornamentale, ma questi scritti non sono ancora stati del tutto attenzionati perché ritenuti, da una parte degli specialisti del settore, testi relativamente indegni di studio. Forse è diverso da lui il Niceta Paflagone autore della Vita del patriarca Ignazio, perché alcuni storici hanno affermato che quest'ultima si tratta di un'opera del XIV secolo.